# Isaak Mannheimer

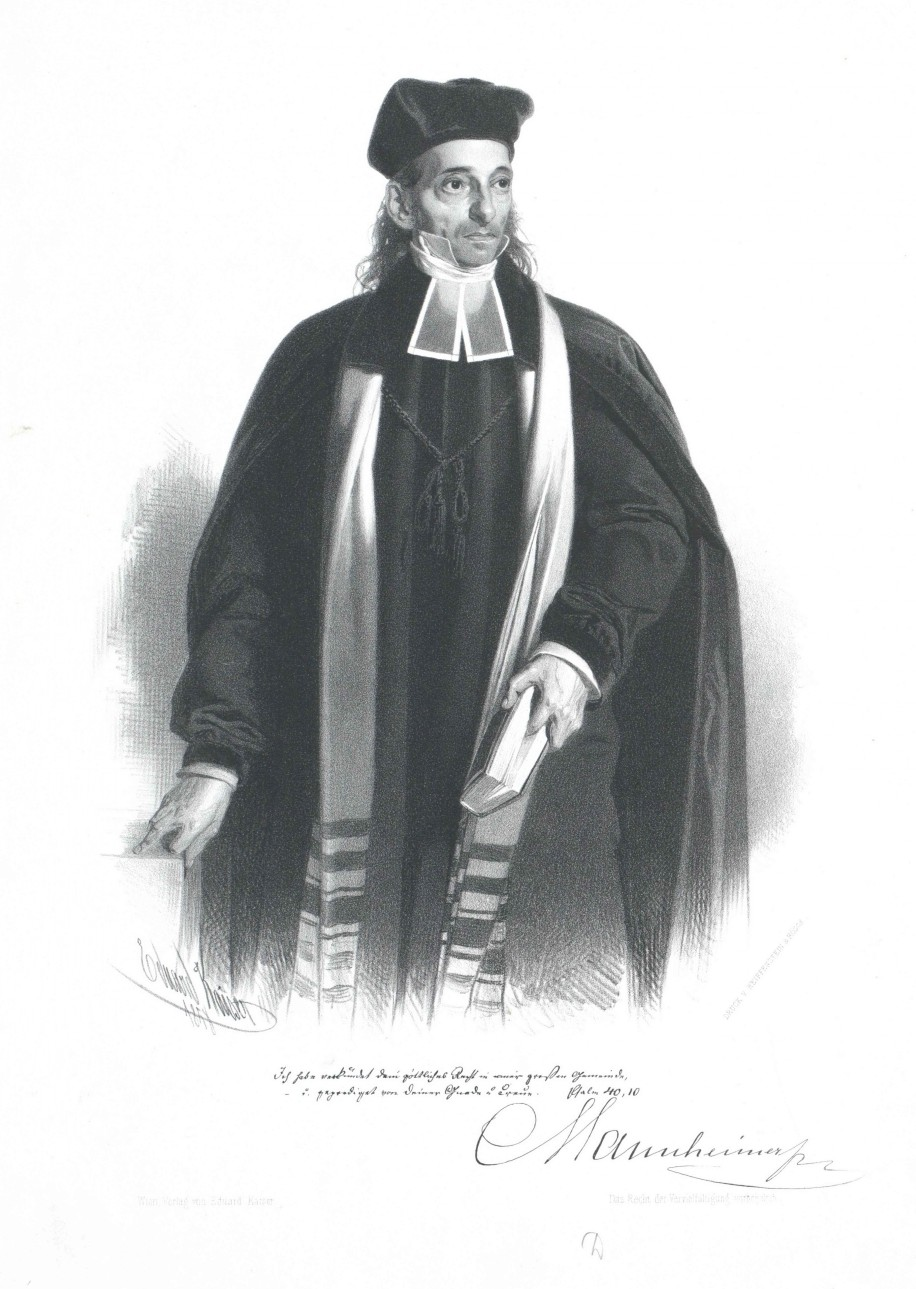
Isaak Mannheimer, Lithographie von Eduard Kaiser, 1858

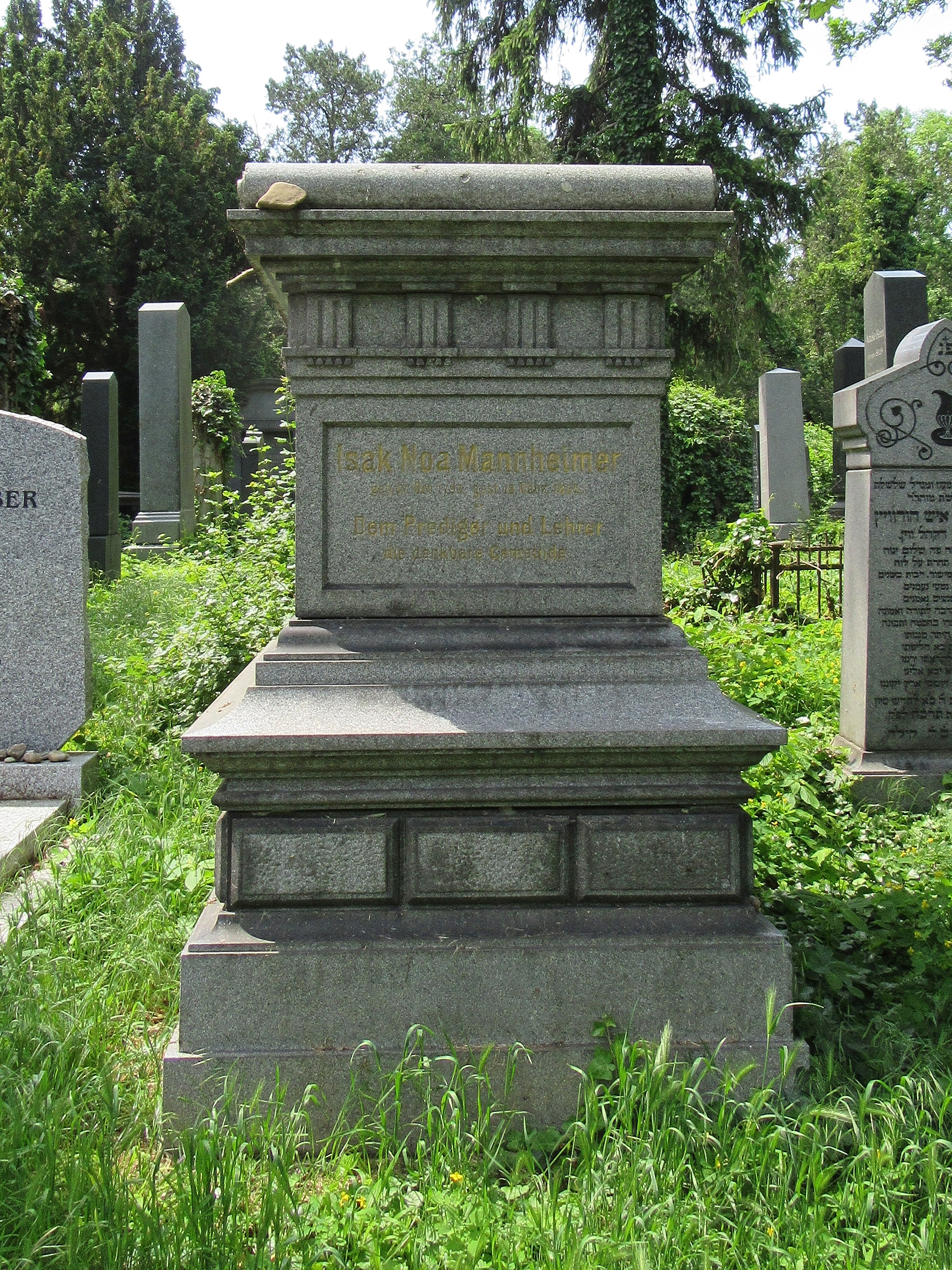
Grab von Isaak Mannheimer auf dem Wiener Zentralfriedhof

Isaak Noah Mannheimer (* 17. Oktober 1793 in Kopenhagen; † 17. März 1865 in Wien) war ein Rabbiner, der u. a. für seine Predigten und seine rituellen Reformen bekannt ist.

## Biographie
Nach der Emanzipation der Juden in Dänemark 1814 wurde Isaak Mannheimer zwei Jahre später zum ersten königlichen Katecheten ernannt. Nachdem er 1821 erstmals Wien besucht hatte und für den dortigen Gebrauch ein Programm zur Harmonisierung des orthodoxen und liberalen Ritus erstellt hatte, kehrte er zunächst nach Kopenhagen zurück und verbrachte die nächsten zwei Jahre in Berlin und Hamburg. 1824 berief man ihn auf Initiative des Wiener Großhändlers und Juweliers Michael Lazar Biedermann als Leiter der israelitischen Religionsschule nach Wien. Vor dem rechtlichen Bestand der Israelitischen Kultusgemeinde Wien führte er den Titel Prediger, ab 1852 Rabbiner.
Er hielt die Predigt bei der Grundsteinlegung des Wiener Stadttempels 1825. 1848 veranstaltete er gemeinsam mit dem Katholiken Dr. Anton Flüster eine „ökumenische Leichenfeier“ am Grab der Märzgefallenen. 1848 wurde er von der Stadt Brody in den Reichsrat gewählt. Zu seinem 70. Geburtstag im Jahre 1863 wurde ihm von der Stadt Wien das Bürgerrecht ehrenhalber verliehen. Zwei Jahre später verstarb Rabbiner Mannheimer an seinem Arbeitsort, in der Synagoge an der Seitenstettengasse. Beigesetzt wurde er auf dem Jüdischen Friedhof Währing (liegt heute in Döbling), später wurden seine Gebeine in den Wiener Zentralfriedhof überführt.

## Werk und Rezeption
Mannheimer ist von der Bewegung des liberalen Judentums bzw. Reformjudentums geprägt; beispielsweise predigte er in den Reformsynagogen in Berlin, Hamburg und in Leipzig. Als „Hauptkatechet“ in Kopenhagen verzichtete er zunächst ganz auf hebräische Sprache und verwendete auch Musik von christlichen Komponisten. In späteren Jahren seines Wirkens in Wien kehrte Mannheimer von einem radikalen Reformjudentum ab und wandte sich gemäßigteren Formen zu; so hält er dann etwa die hebräische Sprache für unentbehrlich. In seiner Predigtweise, die didaktische Aspekte nur gering gewichtete, orientierte er sich teils auch an christlichen Theologen. Wirkungsgeschichtlich gilt Mannheimer als „einer der führenden Prediger des 19. Jahrhunderts“, der „alle Schichten der jüdischen Bevölkerung“ erreicht habe. Adolf Brüll urteilt: „Seine Wirksamkeit als Kanzelredner ist für das Judenthum geradezu als eine epochale zu bezeichnen.“ Insbesondere hat Mannheimer den sog. „Wiener Ritus“ oder „Mannheimer Ritus“ mitgeprägt, der sich in jüdischen Gemeinden in Österreich, Ungarn, Böhmen und teils auch Deutschland verbreitete und als gemäßigt-moderne Form eine Spaltung der Wiener Gemeinde verhindern konnte. Zahlreiche seiner „Gottesdienstlichen Vorträge“ sind publiziert, sowohl in dänischer und deutscher Sprache wie hebräischer Übersetzung (durch E. Kuttner). Als Mannheimers Hauptwerk gilt das 1840 ersterschienene Wiener Gebetbuch. Es wurde unter wechselnden Titeln, teilweise überarbeitet und ergänzt, bis ins 20. Jahrhundert immer wieder nachgedruckt.